# Strelníky, Banská Bystrica
Strelníky este o comună slovacă, aflată în districtul Banská Bystrica din regiunea Banská Bystrica. Localitatea se află la altitudinea de 655 m deasupra n.m., se întinde pe o suprafață de 17,47 km2 și în 2017 număra 762 de locuitori.

## Istoric
Localitatea Strelníky este atestată documentar din 1433.

## Demografie
| An:                | 1994 | 2004   | 2014   | 2024   |
| ------------------ | ---- | ------ | ------ | ------ |
| Număr de persoane: | 848  | 808    | 782    | 740    |
| Diferență:         |      | −4,71% | −3,21% | −5,37% |

| An:                | 2023 | 2024   |
| ------------------ | ---- | ------ |
| Număr de persoane: | 739  | 740    |
| Diferență:         |      | +0,13% |